# Charles Dugua

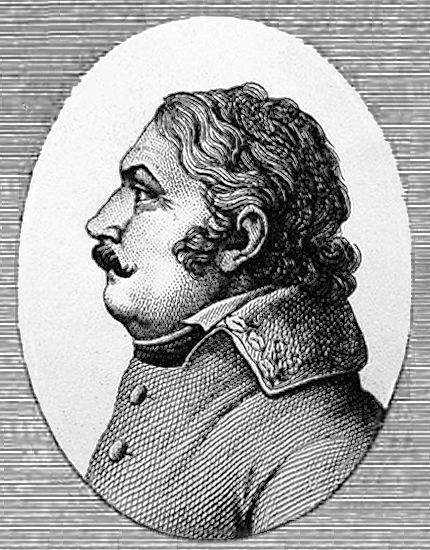
Charles Dugua

Charles Francis Joseph Dugua (* 1740 in Toulouse, nach anderen Angaben 1. März 1744 in Valenciennes; † 16. Oktober 1802 in Crête-à-Pierrot) war ein französischer Général de division.
Bei der Belagerung von Toulon 1793 war er Chef des Generalstabes der Armee von Jacques François Dugommier. Er folgte diesem zur Armée des Pyrénées und zeichnete sich dort aus. 1796 ging er zur Armée de l’Ouest unter Lazare Hoche.
Bei der Armée d’Italie befehligte er die Kavallerie beim Übergang über den Tagliamento und besetzte die Stadt Triest.
Nach dem Frieden von Campo Formio kehrte er nach Frankreich zurück und erhielt das Kommando der 14. Militärdivision.
Er begleitete Napoleon Bonaparte in die  Ägyptische Expedition. Bei der Schlacht bei den Pyramiden kommandierte er die Reservedivision, die das verschanzte Lager der Türken umging und die Niederlage der Mamelucken entschied. Während des anschließenden napoleonischen Feldzuges in Syrien hatte er das Kommando von Kairo inne  und unterdrückte mehrere Unruhen der Einwohner.
Bei seiner Rückkehr nach Frankreich brachte er Abdrucke des Steines von Rosetta mit, die an Gelehrte in Europa verteilt wurden. In der Sitzung des Institut d’Égypte am 23. August 1800 (5. Fructidor VIII nach dem damals üblichen Französischen Revolutionskalender) gab Charles Dugua einen ausführlichen Bericht über die Entdeckung des Steins sowie über die Art und Weise, in der Kopien der Inschriften angefertigt wurden. Im Oktober 1800 veröffentlichte die Zeitschrift L'esprit des journaux, francais et etrangers einen von Dugua eingereichten Artikel, in dem er unter anderem schrieb:

« Ce bloc n‘arriva au Caire qu'après le départ du général Bonaparte, & fut déposé à l’Institut par mon ordre. La découverte en est due au C. Bouchard, lieutenant du génie […]. Si les inscriptions qui le couvrent se traduisent mutuellement, elles seront une de nos découvertes les plus précieuses par les secours qu'elles fourniront pour trouver l'alphabet hyérogliphique, & peut-être celui de l'écriture cursive des anciens Egyptiens. »

„Dieser Block traf erst nach der Abreise von General Bonaparte in Kairo ein und wurde im Institut auf meinen Befehl deponiert. Die Entdeckung verdanken wir C. Bouchard, Leutnant der Genietruppe […]. Wenn die den Block bedeckenden Inschriften sich wechselseitig übersetzen lassen, werden sie eine unserer wertvollsten Entdeckungen sein, da sie uns bei der Suche nach dem Hieroglyphen-Alphabet und vielleicht auch bei der Kursivschrift der alten Ägypter helfen werden.“

Bei seiner Rückkehr nach Frankreich wurde er Präfekt des Département Calvados und begleitete als Chef des Generalstabes Charles Leclerc d’Ostin nach Saint-Domingue. Er trug zum anfangs erfolgreichen Ablauf dieser Expedition bei. In der Schlacht von Crête-à-Pierrot wurde er zweimal verwundet und starb dort im Oktober 1802 an einer Infektion.
Sein Name ist unter den auf dem Arc de Triomphe eingravierten Namen in Spalte 25.